# Ascoli Satriano
Ascoli Satriano – miejscowość i gmina we Włoszech, w regionie Apulia, w prowincji Foggia.
Według danych na rok 2004 gminę zamieszkiwało 6359 osób, 19 os./km².